# Jenova
Jenova är en fiktiv person i Square Enix tv-spel, Final Fantasy VII (Playstation). Namnet Jenova är en portmanteau mellan det hebreiska ordet för Gud "Jehova" och det latinska adjektivet "Nova" (ny). Dessa två ord bildar den symboliska översättningen "Ny Gud".

## Bakgrund
Hon tillhörde en okänd art som kraschade ner på jordens yta för över 2000 år sedan. Hennes enda vilja med denna värld var att förtära dess kärna för att i sin tur kunna överleva. En teori menade att hon färdades mellan planeter för att förtära dem och genom detta kunde hon säkerställa sin överlevnad.                              
Jenova hittade platsen som kallades "The Promised Land" där en koppling till jordens kärna (Lifestream) fanns. Hon kunde med sin kraft manipulera de krafter som fanns inom Lifestream för att ta kontroll över jorden, men folkslaget som kallades "Cetra" hindrade henne och de stred emot Jenova och bekämpade henne till pris av deras egen existens. De få överlevande av Cetra fängslade Jenova inom planeten och därefter försvann det största hot jorden fått erfara.
Tvåtusen år senare grävde arkeologer upp kroppen av Jenova och hon togs i förvar i ett topphemligt laboratorium högt uppe i det världsmäktiga företaget Shinras skyskrapa. Forskarna trodde först det handlade om kvarlevorna av en Cetra och befriade henne snabbt ur det geologiska stratum hon en gång blivit instängd i av Cetra. Jenova befann sig i en mycket djup koma och man valde att försöka få reda på sanningen om henne. Gast, namnet på forskaren bakom Jenova projektet, gifte sig med en av de sista Cetra som fanns kvar, Ifalna. Det var hon som berättade sanningen om Jenova, sanningen om att hon inte var en av Cetra utan snarare en varelse som kraschat ned på jorden och sökt förgöra Cetra-folket. Det var här forskningen mot Gasts vilja vände om till att utnyttjas i krigföring. Man flyttade Jenova till en skyddad gammal bas i ett bergsområde nordväst om staden Nibelheim. Gast var emot denna nya forskning och lämnade projektet och fortsatte med sin forskning om Jenovas ursprung tillsammans med sin fru nära den krater som bildades när Jenova föll ned på jorden. När Gast lämnade projektet tog hans assistent över och själva Jenova glömdes och man forskade endast med de celler man redan tagit ur hennes kropp.
Man tog hennes celler och implanterade dem i särskilt utvalda kvinnor i hopp om att skapa en överlägsen ras som skulle användas i krig. Många experiment misslyckades och resultaten brändes eller stängdes in i bunkrar i en hemlig bas. Vissa experiment blev dock framgångsrika och kanske det allra mest framgångsrika experimentet var Sephiroth. Han blev mycket snabbt den främsta av alla soldater i eliteförbandet SOLDIER. Han var extremt intelligent och fysiskt stark; närmast en övermänniska. Sephiroth fick senare reda på sanningen om Jenova, och hur hon hamnade på jorden, efter att han tillbringat veckor läsande, i det underjordiska labbiblioteket i Nibelheim. Denne Sephiroth såg Jenova som sin moder och han såg det som sin plikt att fortsätta med det hon många tusen år tidigare hade påbörjat.

## Final Fantasy VII
Efter händelserna i Nibelheim förflyttar Shin-Ra Jenova över till deras högkvarter i Midgar. Hon förblir kvar där tills "Sephiroth" hämtar hennes kropp och dödar President Shin-Ra samtidigt. Jenova tar skepnaden av Sephiroth (värt att notera är att det är Sephiroth som kontrollerar Jenova och inte tvärtom) medan hon förflyttar sig till den Norra Kratern där den riktiga Sephiroth befinner sig. Något man kanske inte lägger märke till är att Jenova har endast en replik i hela Final Fantasy VII.
Jenova:  "...because you are a puppet."

## Möten med Jenova
Under Jenovas pågående resa stöter hon ihop med hjältarna som tvingas slåss mot henne fyra gånger. Det är under dessa möten som man inser att det är Jenova man följer efter under spelets gång och inte den riktiga Sephiroth då "han" lämnar en kroppsdel av Jenova vid varje strid som man måste slåss mot. De fyra versioner av Jenova som hjältarna slåss mot är:

### Jenova-BIRTH
Jenova lämnar kvar sin arm på båten över till Costa Del Sol som förvandlas över till Jenova-BIRTH.

### Jenova-LIFE
Vilken kroppsdel som Jenova lämnar kvar är otydligt på grund av vinkeln den ligger i. Jenova-LIFE dyker upp i Forgotten City efter Sephiroths oväntade och chockerande dåd. Jenova-LIFE attacker är vattenbaserade.

### Jenova-DEATH
I närheten av den Norra Kratern dyker Jenova-DEATH upp. Den här gången är det hela hennes kropp som anfaller och inte bara någon arm. Här är hennes attacker eldbaserade.

### Jenova-SYNTHESIS
Den sista formen av Jenova som finns nere på botten av den Norra Kratern. Till skillnad från tidigare former är den här mindre och bär fler drag av en kvinna. Hon slåss med två enorma tentakler och är tekniskt fjärde sista bossen i Final Fantasy VII.

## Advent Children
Två år efter striden i The Promised Land finner The Turks kvarlevor av Jenova, hennes huvud. Det förs till Rufus Shinra som håller det gömt från Jenovas "söner", en trio bestående av Kadaj, Yazoo och Loz. Gruppen behöver huvudet då det ingår i en del att återskapa Sephiroth. När Kadaj kommer i kontakt med huvudet förvandlas han över till Sephiroth som använder hans kropp som ett "färdmedel" som han uttrycker det.